# Église Notre-Dame de Rumengol
Pour les articles homonymes, voir église Notre-Dame et Notre-Dame de Rumengol (bateau).
L'église Notre-Dame de Rumengol est située à Rumengol, commune du Faou, dans le Finistère en France. Elle est située dans un enclos paroissial. Deux pardons célèbres s'y déroulent chaque année, le dimanche de la Trinité et le jour de l'Assomption (15 août). L'Église catholique lui donne le statut de sanctuaire diocésain.

## Description
L'église Notre-Dame de Rumengol est un monument historique classé depuis 1985. L'édifice construit au XVIe siècle (les deux porches, les portes et fenêtres, les murs du transept) par les Quelennec, vicomtes du Faou, fut largement reconstruit au XVIIIe siècle entre 1731 et 1754 (chœur, ajout des bras du double transept).
L'église est bâtie sur un ancien site de culte druidique[réf. souhaitée].
La sacristie date de 1694 et son toit est en forme de carène renversée. Le chœur et les bras du transept sont agrandis au milieu du XVIIe siècle. Plusieurs blasons se trouvent dans l'église et ont été restaurés. L'ossuaire a disparu au XIXe siècle ; une chapelle extérieure fut construite dans l'enclos paroissial en 1880. Le tympan du porche sud représente l'adoration des mages. Plusieurs retables datent du XVIIe siècle et présentent des statues et des tableaux de belle facture : le retable nord, dit « retable des Évangélistes » possède des statues de saint Marc, des autres évangélistes et de l'Eucharistie ; et le retable sud présente le baptême du Christ.
Les vitraux anciens furent réalisés par Allain Cap, un célèbre peintre verrier. Les vitraux actuels datent du XIXe siècle et du début du XXe siècle (la maîtresse-vitre évoque la création du sanctuaire). L'église possède un riche mobilier religieux : chaire à prêcher (1779), croix processionnelle (XVIIe siècle), ostensoir, calice et patène (XVIIIe siècle) et tribune portant des statues de saints bretons. Par ailleurs de nombreuses statues dont celles de saint Guénolé, de saint Corentin, de saint Charles Borromée et de sainte Barbe ainsi que celle de Notre-Dame foulant le dragon, ornent l'église. Les orgues datent de 1876.
Le calvaire du cimetière date de 1443 (il a été réalisé, ainsi que le porche de l'église, par l'atelier ducal du Folgoët) et porte les armoiries de la famille Quelennec-Poulmic. Déplacé en 1925 dans le nouveau cimetière, il a retrouvé en 1997 sa place d'origine dans le placître.
Une chapelle de plein air, appelée « chapelle du couronnement », est construite en 1880 entre l'église et le cimetière par Gustave Bigot et est utilisée lors des pardons.

## Les chauves-souris de Rumengol
Les combles de l'église Notre-Dame de Rumengol ont fait l'objet d'un arrêté préfectoral de protection de biotope en date du 12 janvier 2001 « afin de garantir la conservation du biotope nécessaire à la reproduction, au repos et à la survie des chauves-souris » car les combles de l'église abritent « une colonie de reproduction et d'hivernage de grands rhinolophes ainsi que la pipistrelle commune ». L'accès du public y est interdit.

## Divers
Une gabare restaurée et classée monument historique porte le nom de Notre-Dame de Rumengol.

## Galerie d'images

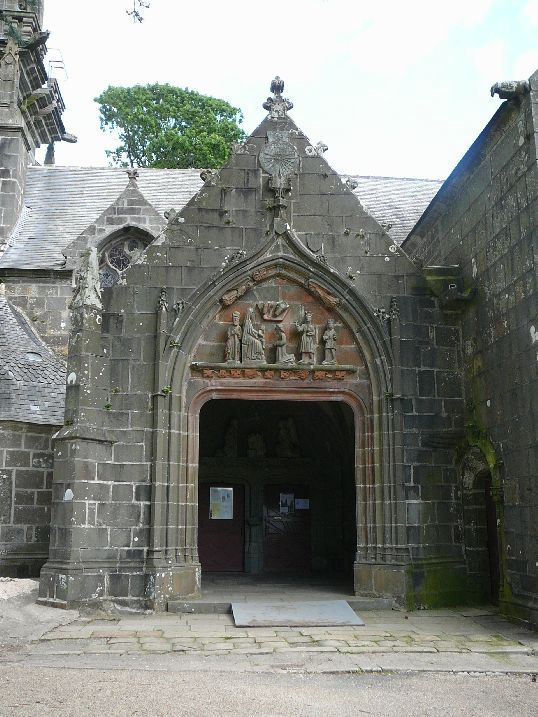
Le porche.
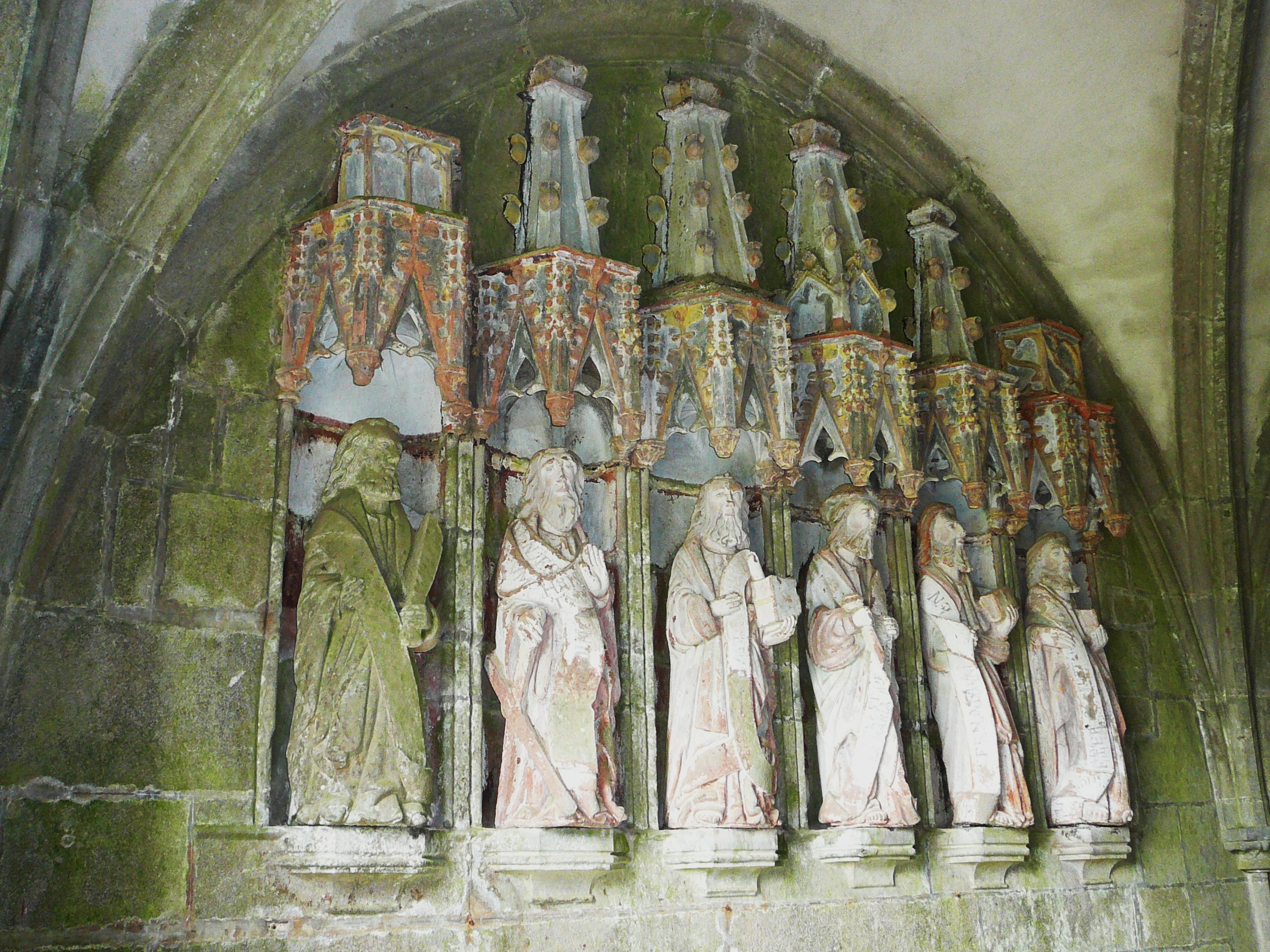
Six apôtres dans le porche.
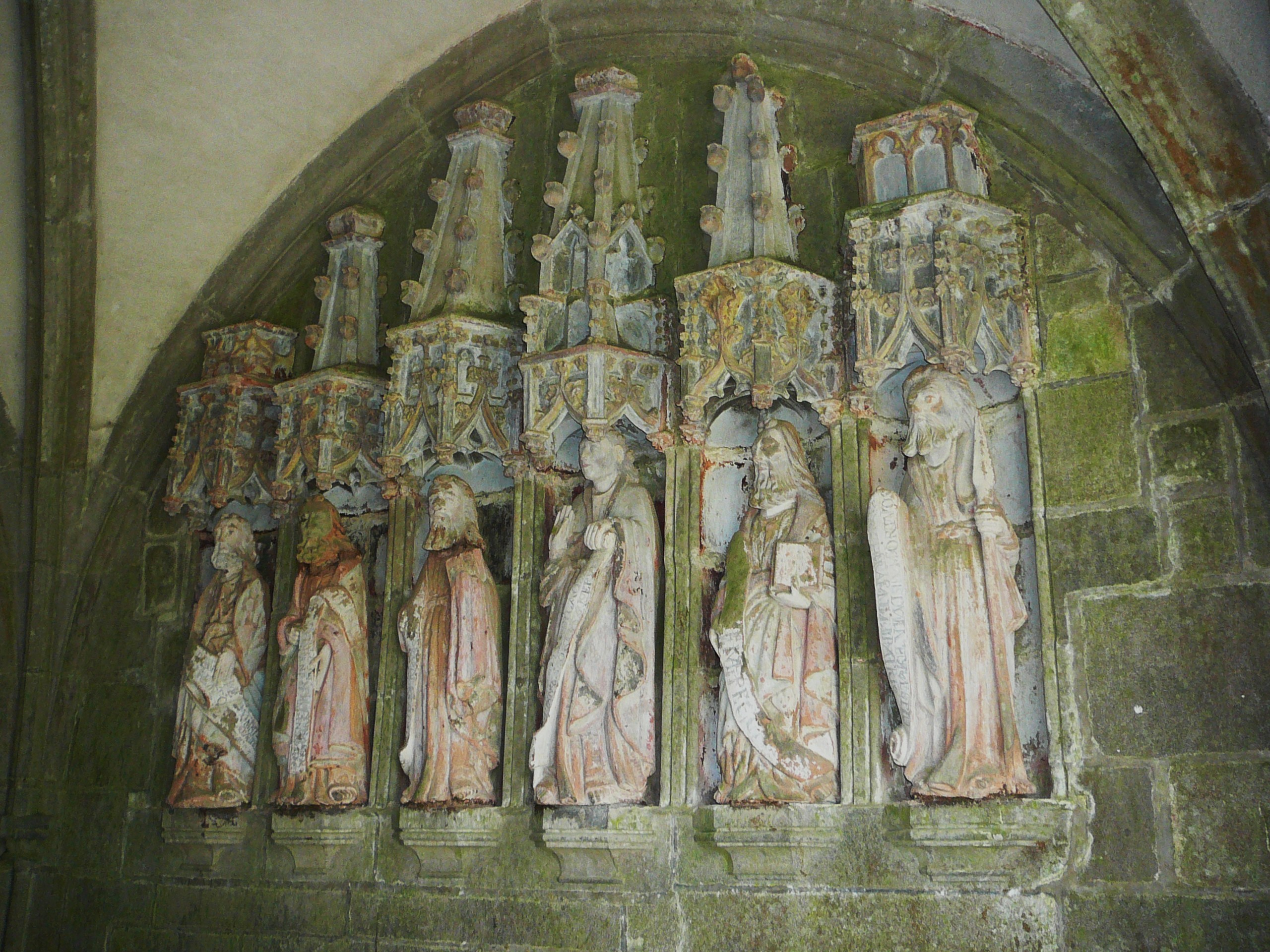
Les six autres apôtres du porche.
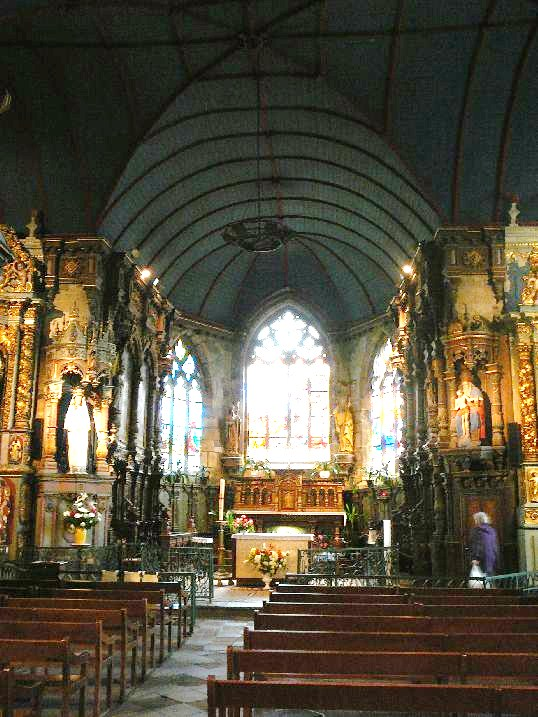
Vue intérieure de l'église.
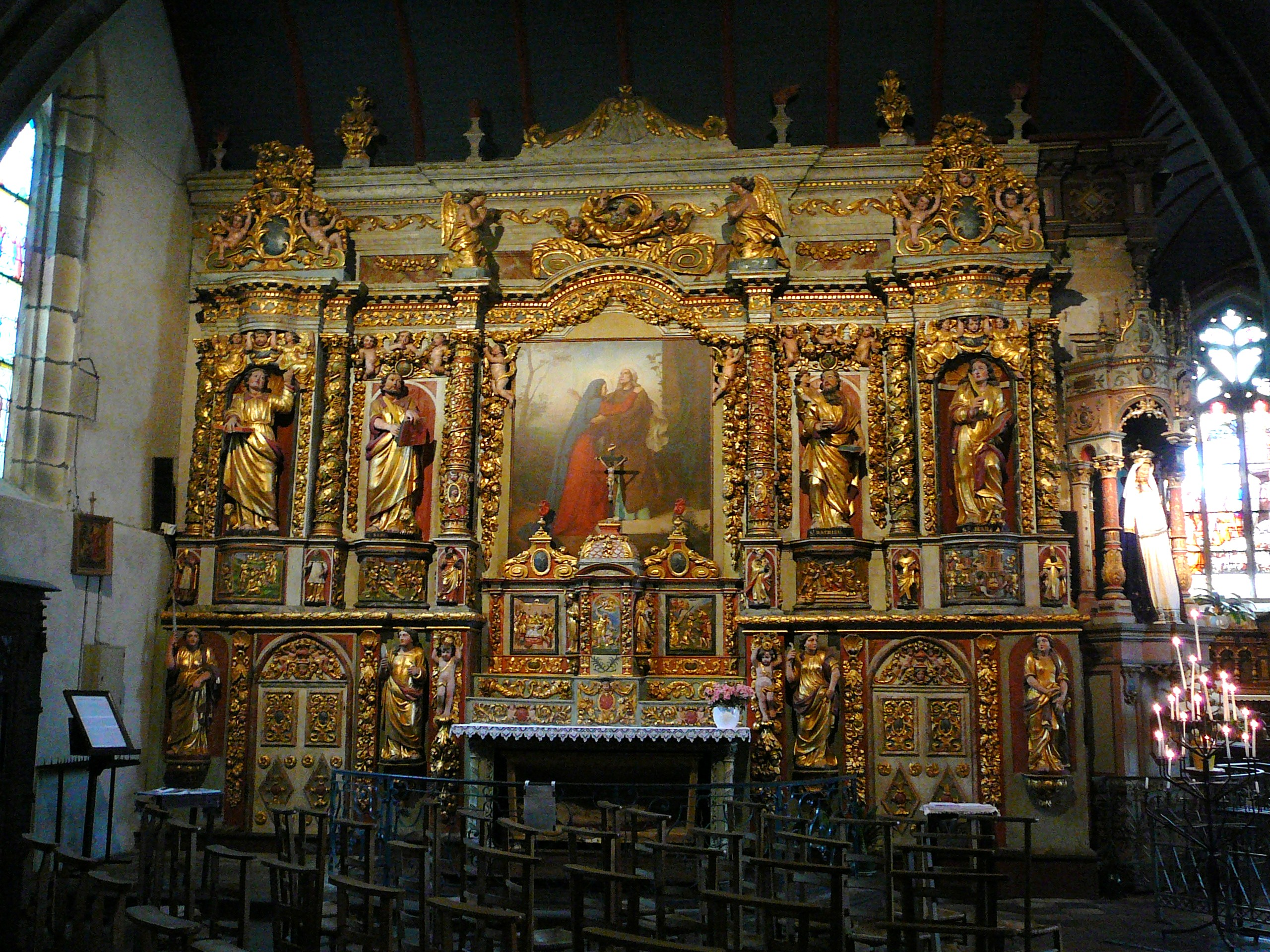
Le retable du maître-autel.
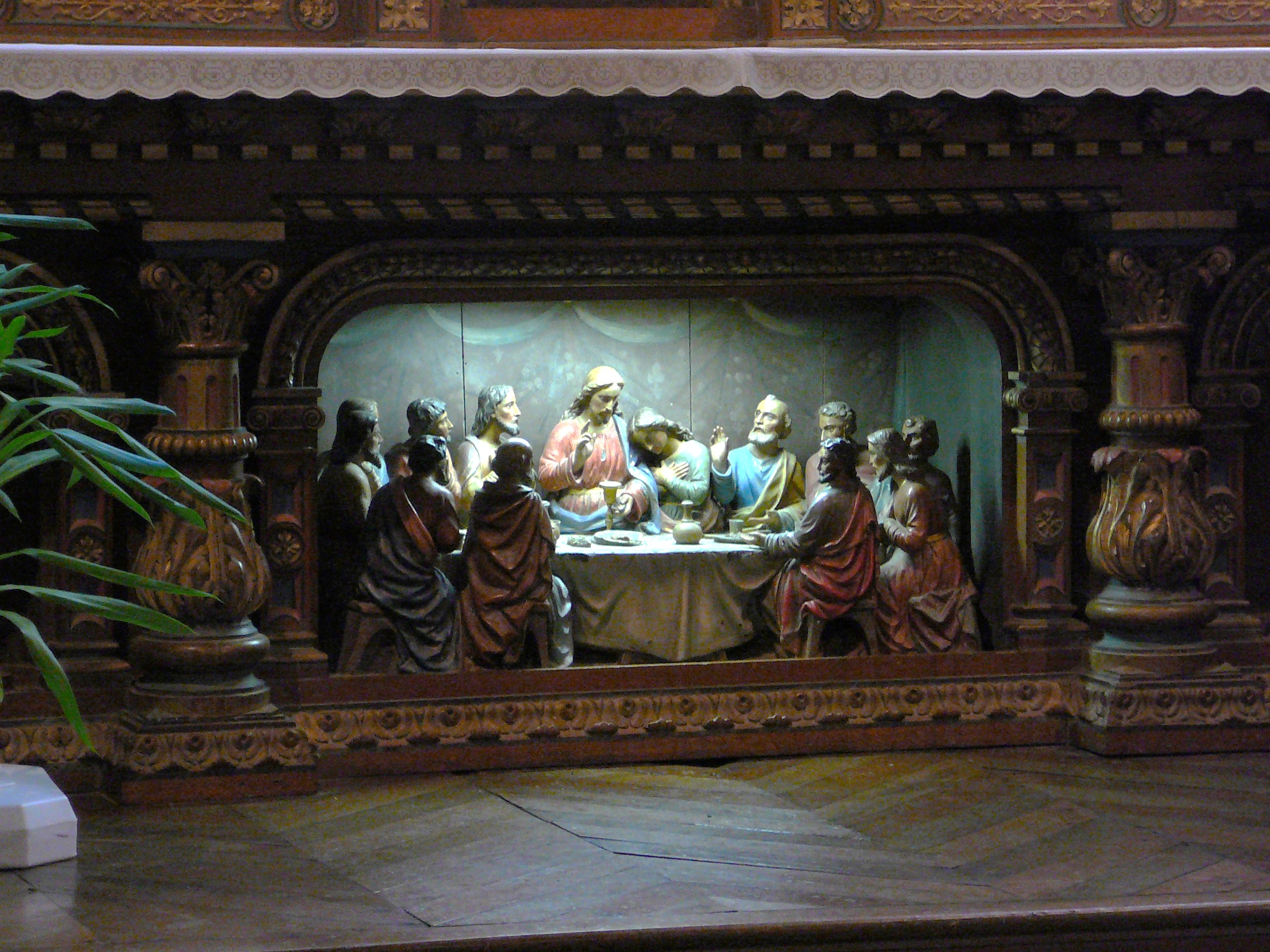
La Cène représentée sous le maître-autel.
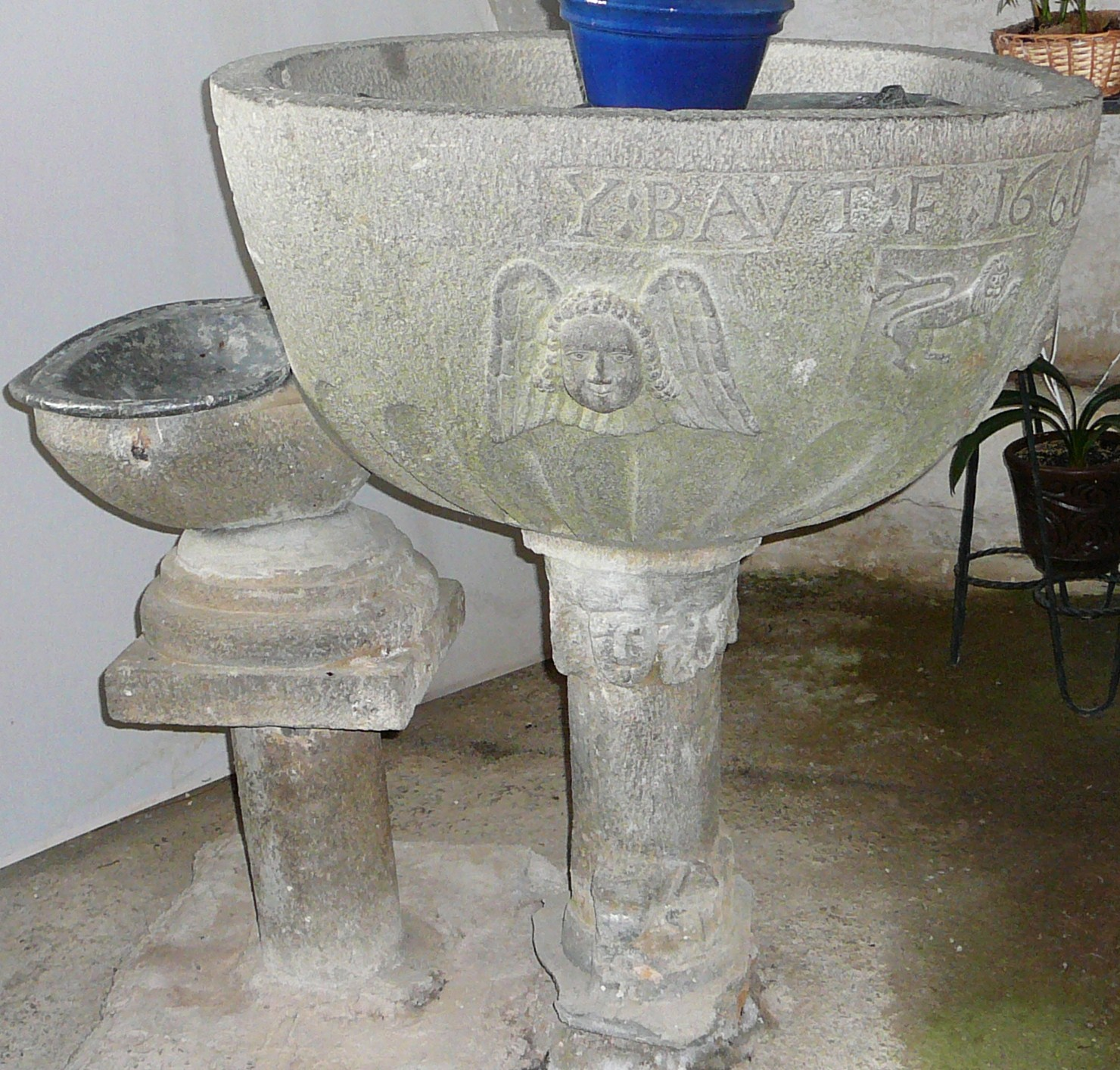
Le baptistère datant de 1660.
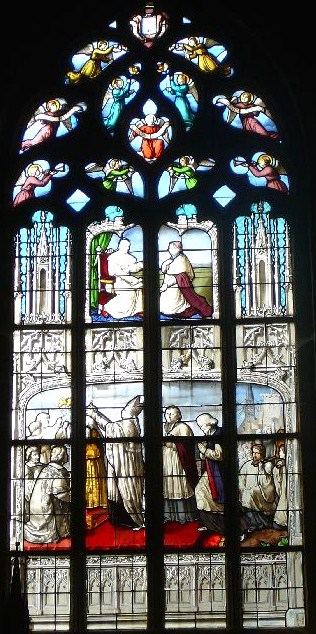
Vitrail dans l'église de Rumengol.
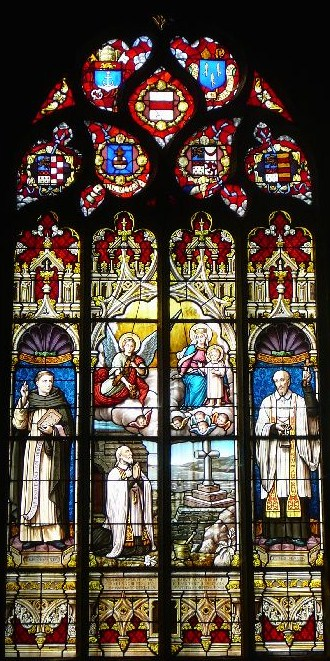
Autre vitrail de l'église.
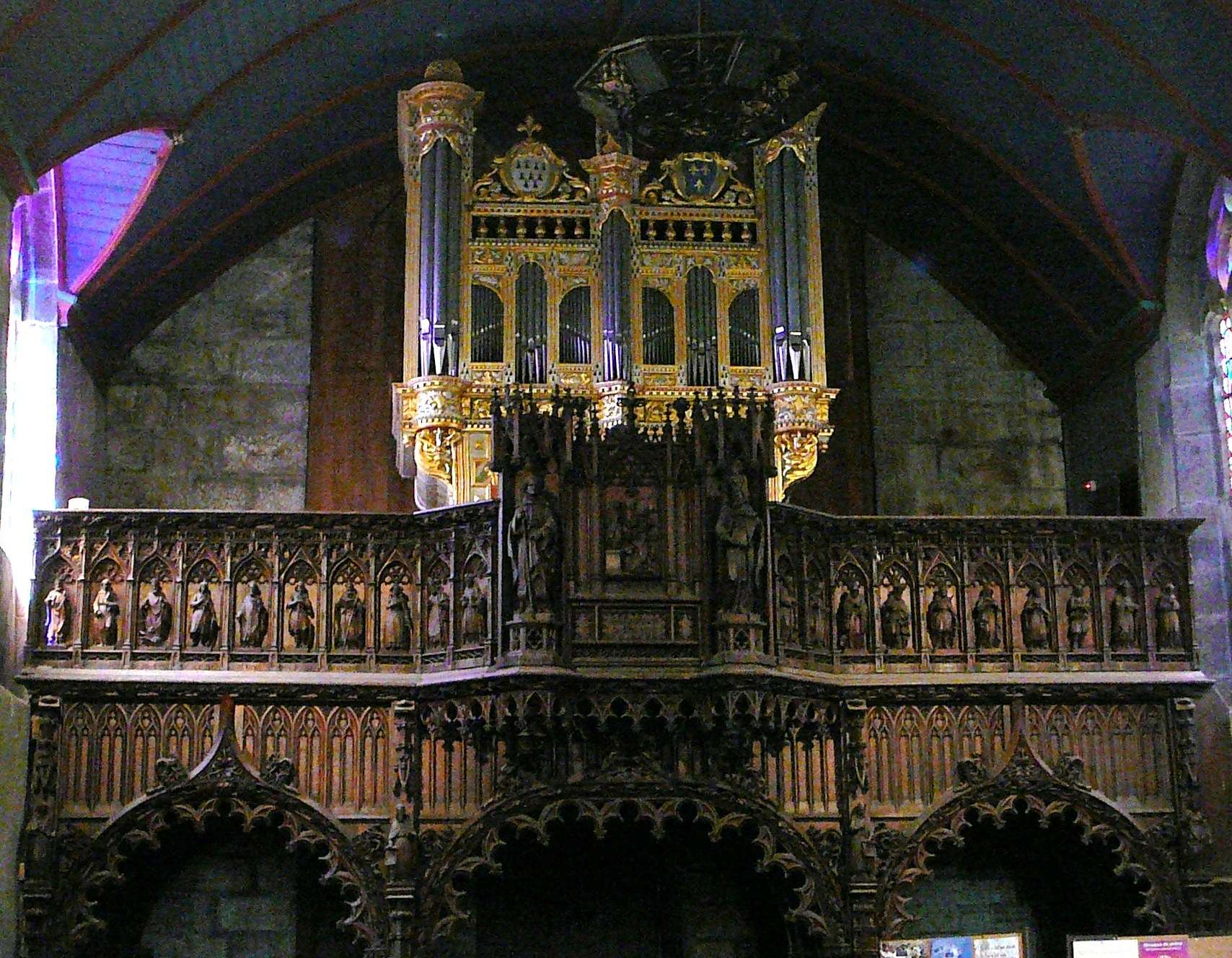
Le buffet d'orgues (1876).